# آتش‌سوزی ۲۰۲۲ آپارتمان برانکس
مقامات نیویورک سیتی ایالات متحده آمریکا اعلام کردند که آتش‌سوزی در یک ساختمان ۱۹ طبقه در محله برانکس این شهر ۱۹ قربانی گرفت که ۹ نفر آنها کودک بودند. اریک آدامز، شهردار نیویورک که تازه یک هفته است عهده‌دار این پست شده‌است، تأیید کرد که روز یکشنبه ۱۹ دی ماه، ۱۹ نفر بر اثر آتش‌سوزی در یک ساختمان آجری مخصوص افراد کم درآمد، کشته شدند. ساعاتی قبل از آن مقامات نیویورک اعلام کرده بودند که ۶۰ نفر بر اثر این سانحه مجروح شدند که ۳۲ نفر آنها در بیمارستان بستری شده‌اند. علت آتش‌سوزی هنوز به‌طور دقیق مشخص نشده اما این رخداد به‌طور حتم پرسش‌هایی را درباره‌ی استانداردها و ایمنی در خانه‌هایی که به افراد کم درآمد اختصاص داده شده است، برمی‌انگیزد. این دومین آتش‌سوزی مرگباری است که طی یک هفته در مجتمع‌های مسکونی آمریکا رخ می‌دهد. نخستین مورد چهارشنبه رخ داد که ۱۲ نفر از جمله ۸ کودک کشته شدند.

## قربانیان
۱۷ نفر از جمله ۸ کودک جان خود را از دست دادند، ۴۴ نفر مجروح شده و ۱۳ نفر نجات یافتند. بیشترین مرگ و میر و جراحات ناشی از استنشاق دود بوده‌است.